# Brillon-en-Barrois
Brillon-en-Barrois è un comune francese di 608 abitanti situato nel dipartimento della Mosa nella regione del Grand Est.

## Società

### Evoluzione demografica
Abitanti censiti